# 서강도서관
서강도서관은 2008년 개관한 서울특별시 마포구 소재의 구립 도서관이다. 누구나 쉽고 편리하게 이용할 수 있는 열린 도서관, 정보와 지식, 문화를 통해 함께 성장하는 도서관, 독서문화공동체로서의 도서관을 목적으로 '새로운 시작, 나를 스타트업하는 도서관'이라는 미션 아래 도서와 함께 도서관초대석, 집중인문학, 북큐레이션, 메이커스페이스(해봄, Book C) 운영 등 다양한 독서문화프로그램을 제공한다. 2021년 12월 기준으로, 일반서 41,540권, 아동서 28,695권, DVD 2,094점, e-book 5,488종을 보유하고 있다.

## 연혁

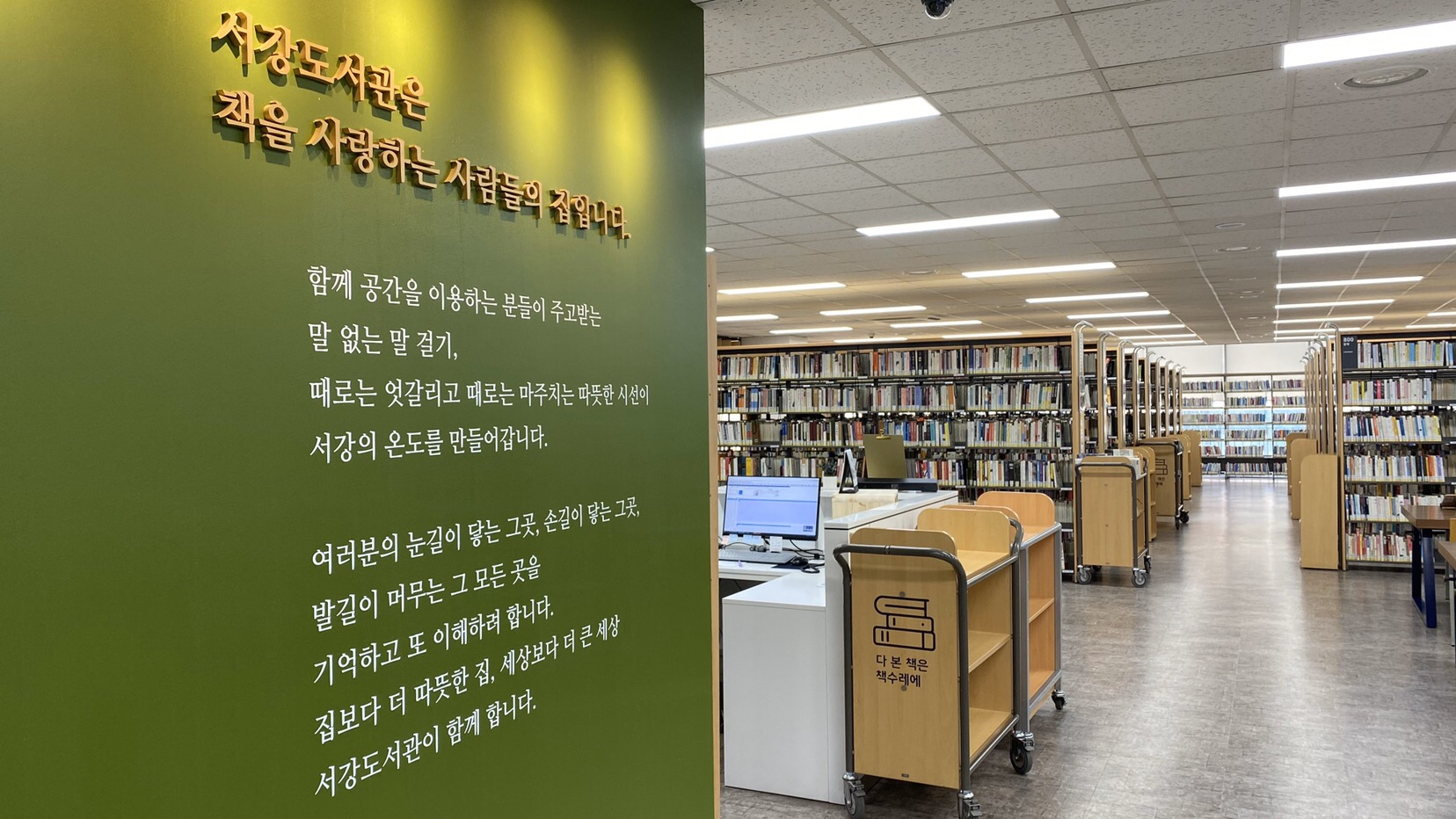
마포구립서강도서관

2006년 7월 착공을 시작으로 같은 달 마포구립 서강도서관 설치에 관한 조례가 제정되었다. 2007년 10월 19일부터 2014년 3월까지 사단법인 어린이도서연구회에서 운영수탁했다. 2014년 4월부터 현재까지는 (사)한국청소년지원네트워크에서 운영 수탁 중이다. 2007년 11월 29일 준공되어 2008년 2월 17일 개관하였다. 2009년 10월 서강대학교 로욜라도서관과 이용 협정 체결하여 현재까지 매년 선발하는 협정회원들이 서강대학교의 자료를 이용할 수 있도록 서비스하고 있다. 2012년 3월, 전자책(마포구청+마포구립서강도서관)통합서비스를 오픈하였고, 2013년 3월부터는 모바일회원증 서비스를 시작했다. 2014년 2월 20일 구립 공공·작은도서관 회원 통합을 실시하여 마포구립도서관을 한 장의 회원증으로 이용할 수 있게 되었다. 2014년 9월부터 마포구 북스타트 사업을 시행하고 있다. 2014년부터 2017년까지 매년 마포동네책축제를 개최하였고, 2018년부터는 참여도서관으로 참가하였다. 2016년 7월 마포구립도서관 통합관리시스템 고도화를 구축하였다. 2017년 3월 도서관 공간 개선 사업을, 2018년 6월 서강도서관 풍경만들기 공사를, 2019년 9월에는 도서관 리모델링 공사를 진행하였다. 2020년 1월 16일, 도서관 리모델링이 완료되고 재개관&개관 12주년 기념행사를 진행했다.

## 수상내역
- 2021년 12월 9일, 길 위의 인문학 우수기관 선정 (한국도서관협회장상 수상)
- 2021년 12월 6일, 동네배움터 우수사례 선정 (서울특별시평생교육진흥원)
- 2020년 12월 24일, 서울시평생학습프로그램 우수프로그램 선정 (서울시장상)
- 2020년 12월 9일, 길 위의 인문학 우수기관 선정 (한국도서관협회장상 수상)
- 2019년 12월 18일. 2019년 서울시 평생학습프로그램 우수프로그램 선정 (서울특별시장상 수상)
- 2019년 10월 16일. 2019 전국 도서관 운영평가 우수도서관 선정 (국무총리상 수상)
- 2018년 12월 5일. 2018 길 위의 인문학 사업 최우수 기관 선정 (문화체육관광부 장관상 수상)
- 2018년 10월 24일. 2018 전국 도서관 운영평가 우수도서관 선정 (문화체육관광부 장관상 수상)
- 2016년 12월 9일. 2016 서울시 시민제안 평생학습 프로그램 공모사업 우수사례 선정
- 2016년 12월 7일. 2016 마포구 독서문화진흥 유공자 표창
- 2016년 12월 1일. 2016 서울시 자원봉사 유공자 표창
- 2016년 11월 24일. 공공도서관 협력업무 부문 국립중앙도서관장 표창
- 2015년 10월 29일. 전국 도서관 운영평가에서 우수도서관 선정(국무총리상 수상)
- 2014년 10월 29일. 전국 도서관 운영평가에서 우수도서관 선정(문화체육관광부장관상 수상)
- 2013년 12월 27일. 서울시 우수도서관 선정(서울시장 표창)
- 2009년 7월 26일. 2009 도서관 현장 발전 우수사례 국립중앙도서관장상 수상

## 시설현황
- Book C : 독립출판 작업실, 동아리 모임 운영
- 세미나실 : 도서관 프로그램 운영
- 어린이자료실: 어린이도서, 정기간행물, 참고도서 열람
- 꼬마방 : 영유아도서 열람
- 해봄 : 어린이 메이커 활동, 동아리 모임 운영
- 종합자료실: 청소년 및 일반 도서, 참고도서 열람
- 디지털자료실: 인터넷 이용, 정기간행물과 신문 열람